# 加尔丁
加尔丁（德語：Garding，發音：[ˈɡaʁdɪŋ] ⓘ）是德国石勒苏益格-荷尔斯泰因州北弗里斯兰县的城市，面积3.06平方千米，2023年12月31日人口为2,814人。